# سكوت روبنسون (عازف جاز)
سكوت روبنسون (بالإنجليزية: Scott Robinson)‏ هو عازف جاز أمريكي، ولد في 27 أبريل 1959 في نيوجيرسي في الولايات المتحدة.

## وصلات خارجية
- سكوت روبنسون على موقع ميوزك برينز (الإنجليزية)
- سكوت روبنسون على موقع أول ميوزيك (الإنجليزية)
- سكوت روبنسون على موقع ديسكوغز (الإنجليزية)